# Konstantyn Komnen Dokas
Konstantyn Komnen Dokas (gr. Κωνσταντίνος Κομνηνός Δούκας, ur. ok. 1172, zm. po 1242) – bizantyński arystokrata, despota, gubernator Etolii i Akarnanii.

## Życiorys
Był synem Jana Dukasa i jego żony Zoe Dukainy. Został mianowany gubernatorem Etolii i Akarnanii ok. 1215 roku. Po koronacji swojego brata Teodora na cesarza (1227) otrzymał tytuł despoty. Brał udział w bitwie pod Kłokotnicą w 1230 roku. Po bitwie stał się de facto niezależnym władcą Etolii i Akarnanii jedynie luźno podlegającym Manuelowi Komnenowi. Zmarł w 1242 roku. Nic nie wiadomo o jego małżeństwach lub ewentualnych dzieciach.